# Rudolf Schrödinger
Rudolf Joseph Carl Schrödinger (* 27. Januar 1857 in Wien; † 24. Dezember 1919 ebenda) war ein österreichischer Unternehmer und Botaniker.
Sein botanisches Autorenkürzel lautet „Schrödinger“.
Sein Vater war der Kommerzialrat Josef Schrödinger (1827–1888), Gesellschafter der Wachs- und Ledertuchfabrik Gebrüder Groll, in deren Familie er eingeheiratet hatte.  Schrödinger studierte an der Technischen Hochschule Wien Chemie bei Alexander Bauer, dessen Tochter Georgie Bauer er 1888 heiratete. Hauptberuflich war er Gesellschafter in der Familienfirma, die 1917 schließen musste, was ihn in finanzielle Schwierigkeiten brachte.
Daneben befasste er sich mit Botanik und studierte 1904 bis 1907 Botanik an der Universität Wien. 1913 wurde er Generalsekretär und 1917 Vizepräsident der Zoologisch-Botanischen Gesellschaft. Er veröffentlichte über die Morphologie der Hahnenfußgewächse.
Rudolf Schrödinger war auch Hobby-Maler. Er war der Vater von Erwin Schrödinger.

## Schriften
- Das Laubblatt der Ranunculaceen, Eine organgeschichtliche Studie, Abhandlungen der K. K. Zool-Botan. Gesellschaft in Wien 1914
- Der Blütenbau der zygomorphen Ranunculaceen und seine Bedeutung für die Stammesgeschichte der Helleboreen, Abhandlungen der K. K. Zool-Botan. Gesellschaft in Wien 1909